# Лафонтен, Оскар
О́скар Лафонте́н (нем. Oskar Lafontaine; род. 16 сентября 1943, Зарлуи, Саар) — немецкий государственный и политический деятель, бывший председатель СДПГ.

## Ранняя биография
Родился в семье пекаря. Его отец Ханс Лафонтен погиб на полях сражений Второй мировой войны. Оскар воспитывался матерью вместе с братом-близнецом Хансом.
Окончил католическую гимназию в городе Прюме, а позже при содействии католической образовательной организации Cusanuswerk смог прослушать курс физики в Боннском и Саарском университетах. В студенческие годы, в 1966 году, вступил в Социал-демократическую партию (СДПГ), с которой связана большая часть его политической биографии. В 1969 году получил учёную степень магистра за свою работу, посвящённую производству кристаллов титаната бария.

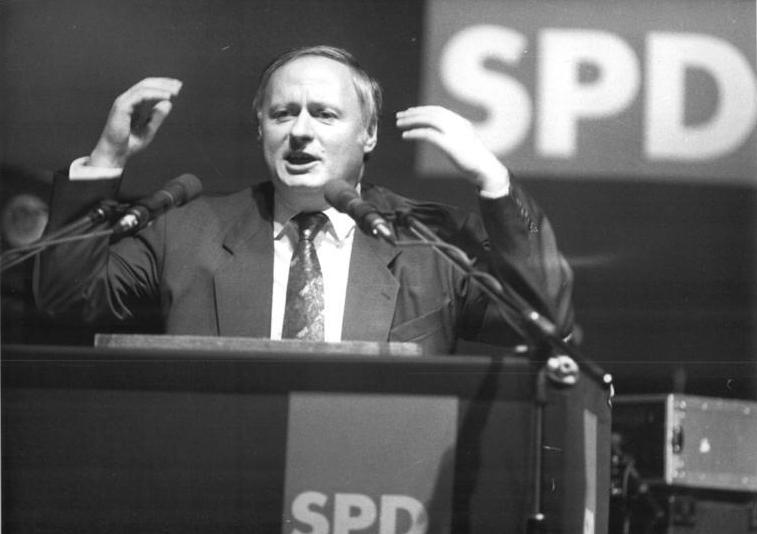
октябрь 1990

## Карьера в Сааре
Завершив образование, работал в органах управления промышленностью земли Саар. В 1976 году избирается мэром города Саарбрюккена и остаётся на этом посту до 1985 года. В это время получает широкую известность прежде всего благодаря своей резкой критике внешней политики кабинета Гельмута Шмидта (в то время считался противником членства в военном блоке в рамках НАТО, против любых форм использования атомной энергии и создания «большой коалиции» с ХДС, одно время активно высказывался за одностороннее разоружение ФРГ и считался «политическим внуком Вилли Брандта»). Хотя сам О. Лафонтен остаётся членом СДПГ, он выступает против намерений правительства согласиться на развертывание дополнительного арсенала «Першингов-2» на территории ФРГ.
В 1985 году по результатам выборов в качестве лидера земельного отделения СДПГ становится первым в истории земли социал-демократическим премьер-министром Саара, и остаётся на этом посту до 1998 года.

## Лидер СДПГ
В 1990 году был кандидатом на пост канцлера Германии в ходе первых всеобщих выборов после объединения Германии, однако СДПГ на этот раз смогла заручиться лишь 33,5 % голосов избирателей.
25 апреля 1990 года был тяжело ранен ножом в шею на митинге в Кёльне (покушалась 42-летняя медсестра, страдающая манией преследования).
16 ноября 1995 года был избран председателем партии, три года спустя одержавшей победу на парламентских выборах с 40,9 % голосов. Канцлером Германии стал социал-демократ Герхард Шрёдер; в коалиционном правительстве, сформированном СДПГ вместе с Партией зелёных, занял пост министра финансов. Радикальные предложения по унификации налоговой политики стран-участниц Европейского союза сделали его мишенью для британских евроскептиков; 11 марта 1999 года подал в отставку, одновременно покинув и пост председателя СДПГ — из-за несогласия с правительственным курсом.

## Лидер «Левых»
После ухода с поста председателя партии возглавил её левое крыло, которое в 2004 году покинуло СДПГ и в 2005-м вместе с восточногерманской Партией демократического социализма образовало новую партию, получившую название «Левая партия. ПДС». После её реформирования в июне 2007 года занял пост сопредседателя партии «Левых».
17 ноября 2009 года заявил, что страдает онкологическим заболеванием и что его будущая политическая карьера будет зависеть от результатов хирургической операции. 24 января 2010 года заявил об отказе от своего места в бундестаге и об уходе с поста председателя партии.
17 марта 2022 года вышел из партии, аргументировав своё решение «отказом Die Linke от левой альтернативы политике социальной неопределенности и неравенства».
Всегда считался конфликтным политиком, нередко повторявшим: «Слишком скучно всегда соглашаться». Его заявления, направленные против иностранных рабочих и вынужденных переселенцев, вызывали резкую критику в левых кругах: например, когда 14 июня 2005 года он заявил на митинге в Хемнице, что государство «обязано не допускать, чтобы мужчины и женщины становились безработными, потому что иностранные рабочие с низкой заработной платой отбирают их рабочие места», или когда после федеральных выборов 2017 года подвергал нападкам партийных лидеров Катю Киппинг и Берндта Риксингера за неудачный политический курс в отношении беженцев.

## Позиция по актуальным вопросам
В мае 2022 года выступил против поставок германских вооружений на Украину, обвинил «Зелёных» в разжигании войны и в «слепоте» по отношению к военным преступлениям США.

## Личная жизнь
С 2014 года состоит в четвёртом браке с Сарой Вагенкнехт, которая моложе Лафонтена на 26 лет и с которой публично состоит в отношениях с 2011 года. Первая жена (Ингрид Бахерт, 1967—1982), вторая жена Маргрет Мюллер (1982—1988), третья жена Криста Мюллер (1993—2013). Имеет двух сыновей, родившихся во втором и третьем браках.